# Историја цивилизације Маја
Историја цивилизације Маја обухвата период од формирања првих насеобина Маја (прекласична култура Маја, око 10. века пре нове ере) до шпанског освајања мајанских држава (од 1519. до 1697).

## Позадина
До доласка шпанских истраживача и колонизатора (Кордобина експедиција 1517) племена Маја живела су на целој територији данашње Гватемале и Британског Хондураса, западном делу Хондураса и Салвадора, а у Мексику насељавали су данашње државе Табаско, Чијапас, Кампече, Јукатан и Кинтана Ро.

## Периодизација

### Прекласични период (до 200. године)
Сматра се да су први људи који су населили Северну Америку дошли из Азије током последњег леденог доба, могуће пре 15.000 година. Крећући се постепено ка југу, до 11.000 година п.н.е. стигли су до најјужније тачке Јужне Америке. Када су се настанили у Средњој Америци, људи су убрзо постали мање покретни, пошто су многи велики сисари већ били изумрли због лова и климатских промена. Развој земљорадње био је постепен, али је њен утицај био револуционаран. Као допуна лову и сакупљању, у Средњој Америци је већ 5.000 година п.н.е. започело култивисање нових биљака, нарочито кукуруза, пасуља и тикве, које су убрзо постале сигуран извор хране. Сточарство практично није постојало, пошто је само неколико животиња успешно припитомљено - пси, пчеле и ћурке (које су стигле у Средњу Америку тек око почетка нове ере). Ловци су најпре почели да воде сезонски, полуседелачки живот, а између 2.500 и 1.400 година п.н.е. Средњом Америком је преовладао седелачки начин живота. Живело се у селима где су гајене биљке, а једноставне сеоске заједнице убрзо су се развиле у много сложенија друштва. Тако су се у Средњој Америци формирале цивилизације Олмека (1500-400. пре н.е) на обали Мексичког залива и Запотека у Монте Албану у области Оашака (око 500. пре н.е), док се на висијама јужно од Јукатана већ око 1000. године пре н. е. почела формирати мајанска цивилизација. Према археолошким налазима најстарији период мајанске цивилизације може се пратити од 10. века пре нове ере до отприлике 200. године нове ере и назива се прекласичном културом Маја.

### Класични период (300-900. године)
Од 300. до 900. године нове ере Маје развиле већи број држава. У том периоду достигли су највећи степен културног развоја (класична култура Маја) од свих америчких народа. У добро организованим државама имали су војску и судство, развијену пољопривреду, трговину и занатство. Градили су огромне пирамиде, монументалне грађевине, храмове, насеља и путеве, од којих су многи и данас сачувани. Имали су тачан календар, заснован на добром познавању астрономије. Служили су се сликовним писмом, које је делимично дешифровано. Најважнији културни центри Маја тог периода били су Тикал у Гватемали, Паленке у Мексику и Копан у Хондурасу.

### Посткласични период (900-1519. године)
Почетком 10. века са севера надиру племена Толтеци, освајају и насељавају јужне области Маја. То доводи до слабљења и распада њихове државе. Потиснути на север, Маје оснивају нове државе (900-1000. године) на полуострву Јукатан, са важнијим центрима Чичен Ица, Исамал и Мајапан. У 11. веку дошло је до развоја низа градова-држава, међу којима је до 1204.доминантну улогу имао Чичен Ица, а затим до 1460. Мајапан (Мајапански савез). После тога на територији Маја било је 18 малих држава, које су међусобно водиле борбу за превласт.

### Период шпанског освајања (1519-1697)
За то време, Шпанци су открили и колонизовали Хаити (1492-1510), Јамајку и Порторико (1509) и Кубу (1511-1514). Настављајући колонијалну експанзију у средњој Америци, шпански освајачи су искористили слабост и разједињеност већег броја држава Маја. И поред тога, Маје су им, наоруђани луком, стрелом, копљем и штитом, пружали снажан отпор. Прва је под шпанску власт пала најзападнија држава Маја, Табаско, који је Ернан Кортес освојио крајем марта 1519, на путу за Мексико. Након освајања Мексика (1519-1521), шпански освајач Педро де Алварадо савладао је у борбама 1523-1524. отпор Маја на територији Гватемале. Франсиско де Монтехо безуспешно је покушао 1527-1528. и 1531-1535. да освоји Јукатан. То је успело 1540-1546. његовом сину Франсиску де Монтеху Млађем. Племена Маја у планинским областима Гватемале сачувала су независност и културу све до 1697, када су шпански освајачи које је предводио Мартин де Урсуа освојили њихова последња упоришта на језеру Петен.

## Литературa
- Јовић, Благоје (1973). „Маја”.  Ур.: Гажевић, Никола. Војна енциклопедија. 5 (2. изд.). Београд: Војноиздавачки завод.
- Младеновић, Андреја, ур. (1974). ВЕЛИКИ АТЛАС СВЕТА. Београд: Просвета.
- Blek, Džeremi (2006). ENCIKLOPEDIJSKI ISTORIJSKI ATLAS SVETA. Превод: Adamović-Kulenović, Marina; Savić, Jelena; Kosovac, Jelena; Todorović, Ksenija. Beograd: Mono&Manana. ISBN 86-7804-042-4.  132029964
- Kane, Njord (2016). History of the Maya [Историја Маја, написао Њорд Кане]. Spangenhelm Publishing. ISBN 978-1-943066-070.
- Morley, Sylvanus Griswold (1946). The Ancient Maya [СТАРЕ МАЈЕ од С. Г. Морлија]. STANFORD UNIVERSITY PRESS.
- Velaskes Garsija, Erik (2022). „NAJSTARIJI STANOVNICI DANAŠNJEG MEKSIKA”. Nova opšta istorija Meksika. Novi Sad: Akademska knjiga. ISBN 978-86-6263-371-2.
- Nalda, Enrike (2022). „KLASIČNO DOBA U STAROM MEKSIKU”. Nova opšta istorija Meksika. Novi Sad: Akademska knjiga. ISBN 978-86-6263-371-2.
- Eskalante Gonsalbo, Pablo (2022). „POSTKLASIČNO DOBA U MEZOAMERICI”. Nova opšta istorija Meksika. Novi Sad: Akademska knjiga. ISBN 978-86-6263-371-2.
- Garsija Martinez, Bernardo (2022). „GODINE OSVAJANJA”. Nova opšta istorija Meksika. Novi Sad: Akademska knjiga. ISBN 978-86-6263-371-2.